# Resia ichthyoides
Resia ichthyoides är en tvåhjärtbladig växtart som beskrevs av Leeuwenb.. Resia ichthyoides ingår i släktet Resia och familjen Gesneriaceae. Inga underarter finns listade i Catalogue of Life.